# Сен-Кристоф-сюр-Гьер
Сен-Кристоф-сюр-Гьер (фр. Saint-Christophe-sur-Guiers) — коммуна во Франции, находится в регионе Рона — Альпы. Департамент коммуны — Изер. Входит в состав кантона Шартрёз-Гье. Округ коммуны — Гренобль.
Код INSEE коммуны — 38376. Население коммуны на 1999 год составляло 720 человек. Населённый пункт находится на высоте от 386  до 1 761  метров над уровнем моря. Муниципалитет расположен на расстоянии около 460 км юго-восточнее Парижа, 85 км юго-восточнее Лиона, 29 км севернее Гренобля. Мэр коммуны — Николь Верар, мандат действует на протяжении 2008—2014 гг.
Динамика населения (INSEE):